# Nevel
Nevel (en russe : Невель) est une ville de l'oblast de Pskov, en Russie, et le centre administratif du raïon de Nevel. Sa population s'élevait à 15 417 habitants en 2014.

## Géographie
Nevel est située à proximité de lac de Nevel, à 242 km au sud-est de Pskov.

## Histoire
Nevel est pour la première fois mentionnée parmi les villes fondées pendant le règne d'Ivan IV de Russie, dit Ivan le Terrible. On pense que Nevel fut fondée dans une période précédant 1580. Elle fut cédée à la république des Deux Nations à l'issue de la guerre de Livonie, et revint à la Russie en 1772, quand on lui accorda le statut de ville.
Pendant la Seconde Guerre mondiale, Nevel fut occupée par l'Allemagne nazie de juillet 1941 à octobre 1943. Elle fut reprise par l'Armée rouge à la fin de la seconde bataille de Smolensk, lors d'une attaque soudaine. Après plusieurs semaines de combat, la Wehrmacht fut forcée de lâcher le secteur.

## Population
Recensements (*) ou estimations de la population :
| 1897* | 1926*  | 1939*  | 1959*  | 1970*  | 1979*  |
| ----- | ------ | ------ | ------ | ------ | ------ |
| 9 349 | 12 290 | 15 600 | 14 634 | 17 804 | 20 579 |

| 1989*  | 2002*  | 2010*  | 2012   | 2013   | 2014   |
| ------ | ------ | ------ | ------ | ------ | ------ |
| 22 472 | 18 545 | 16 324 | 15 885 | 15 578 | 15 417 |

## Personnalités liées à la ville
Personnalités nées à Nevel :
- Grigori Voïtinski (1893-1953), membre du Komintern ;
- Maria Youdina (1899-1970), pianiste ;
- Artiom Zelenkov (né en 1987), joueur de volley-ball.

Personnalités mortes à Nevel :
- Manchouk Mametova (1922-1943), soldate de l'Armée rouge, Héroïne de l'Union soviétique ;
- Hinrich Schuldt (1901-1944), militaire allemand, membre de la Waffen-SS ;
- Vladimir Stavski (1900-1943), écrivain et journaliste.